# Raahen Jääkiekkoklubi
Raahen Jääkiekkoklubi (RJK) ist ein 1994 gegründeter finnischer Eishockeyklub aus Raahe. Die Mannschaft spielt in der Suomi-sarja und trägt ihre Heimspiele in der Raahen jäähalli aus.

## Geschichte
Der Verein wurde 1994 als Raahe-Kiekko gegründet. Die Herrenmannschaft nimmt seit der Saison 2000/01 durchgehend an der Suomi-sarja, der dritten finnischen Spielklasse, teil. Im Anschluss an die Saison 2010/11 folgte die Änderung des Vereinsnamens in Raahen Jääkiekkoklubi. 